# Zygmunt Jagodziński
Zygmunt Stefan Jagodziński (ur. 25 lutego 1891 w Radominie k. Rypina, zm. 22 czerwca 1968 w Warszawie) – porucznik rezerwy piechoty Wojska Polskiego, uczestnik walk o niepodległość, polityk, działacz państwowy II Rzeczypospolitej, społecznik.

## Życiorys
Urodził się 25 lutego 1891 w Radominie k. Rypina, w rodzinie Szymona, rządcy miejscowego majątku i Marianny z Łukowskich. Ukończył gimnazjum we Włocławku i wydział chemiczny Uniwersytetu w Liège. W 1905 uczestniczył w strajku szkolnym. Od 1909 członek Związku Walki Czynnej, następnie Związków Strzeleckich w Belgii, PPS-Frakcji Rewolucyjnej. W 1914 został powołany do wojska rosyjskiego, z którego zdezerterował. W latach 1915–1917 działał w POW (był pierwszym komendantem POW w powiecie rypińskim), następnie w Polskiej Sile Zbrojnej i do 1922 w Wojsku Polskim. Zweryfikowany w stopniu porucznika ze starszeństwem z dniem 1 czerwca 1919, w korpusie oficerów rezerwy piechoty. W 1923 był oficerem rezerwy 22 pułku piechoty w Siedlcach.
W latach 1923–1924 instruktor spółdzielczości w Centralnym Związku Kółek Rolniczych, w 1925 wicestarosta w Prużanie, po przewrocie majowym 1926–1930 starosta powiatu łuninieckiego, 1930–1936 wojewoda stanisławowski, od 1936 do wybuchu wojny główny inspektor administracji w Ministerstwie Rolnictwa i Reform Rolnych.
Od 8 września 1919 był mężem Aleksandry Marii Ejchler.
Pochowany na cmentarzu Powązkowskim w Warszawie (kwatera 297-6-1).

## Ordery i odznaczenia
- Krzyż Komandorski Orderu Odrodzenia Polski (11 listopada 1934)[5][6]
- Krzyż Niepodległości (3 maja 1932)[7]
- Krzyż Oficerski Orderu Odrodzenia Polski (27 listopada 1929)[8]
- Krzyż Walecznych (trzykrotnie)[3]
- Medal Pamiątkowy za Wojnę 1918–1921[3]
- Medal Dziesięciolecia Odzyskanej Niepodległości[3]
- Brązowy Medal za Długoletnią Służbę[3]